# Amara lunicollis
Amara lunicollis là một loài bọ cánh cứng ăn hạt thuộc họ Bọ chân chạy. Loài này có ở châu Âu và Bắc Á (trừ Trung Quốc), Bắc Mỹ, và châu Á nhiệt đới.Bản mẫu:Pn